# (27005) 1998 DR35
1998 دي أر 35 (ويعرف أيضًا باسم (27005) 1998 دي أر 35 وفق تسمية الكوكب الصغير) (بالإنجليزية: 1998 DR35)‏ هو كويكب ضمن حزام الكويكبات؛ وترتيبه 27005 من حيث الاكتشاف.
اكتُشف هذا الجُرم الفلكي بواسطة ماورا تومبيلي ‏ في 27 فبراير 1998.

## وصلات خارجية
- (27005) 1998 DR35 في قاعدة بيانات مختبر الدفع النفاث لأجرام النظام الشمسي الصغيرة

- الاكتشاف · مخطط المدار ·  العناصر المدارية · المعلمات المادية

- (27005) 1998 DR35 على موقع ويكي سكاي: DSS2, SDSS, GALEX, IRAS, Hydrogen α, X-Ray, Astrophoto, Sky Map, Articles and images